# Alejandro Fiorina
Alejandro David Fiorina (Rosario, 11 marzo 1988) è un ex calciatore argentino, di ruolo attaccante.